# Джанін Мейсон
Джанін Мейсон (англ. Jeanine Marie Mason; нар. 14 січня 1991 року, Маямі, Флорида, США) — американська акторка і танцюристка.

## Біографія
Народилася в Маямі, штатФлорида, і виросла в родині танцюристів в Пінекресте, штат Флорида. Її батьки — кубинці. Мейсон почала навчатися балету і фламенко у 3 роки, а потім також вчила джаз, хіп-хоп, сучасні танці, а також займалася акробатикою. В 11 років почала вивчати акторську майстерність. Після переїзду в Лос-Анджелес, штат Каліфорнія, вона продовжила навчання в студії Майкла Вулсона. У 2014 році з відзнакою закінчила Каліфорнійський університет в Лос-Анджелесі.
У 2009 році виграла п'ятий сезон танцювального змагання шоу «Значить, ти вмієш танцювати?». Грала другорядні ролі в таких телесеріалах, як «Балерини» та «Анатомія Грей», і головну роль в телесеріалі «Розуелл, Нью-Мексико».

## Фільмографія
| Рік       | Українська назва              | Оригінальна назва                        | Роль               | Примітки                      |
| --------- | ----------------------------- | ---------------------------------------- | ------------------ | ----------------------------- |
| 2010      | Вперед, до успіху             | Big Time Rush                            | Маффі              | Епізод: «Big Time Halloween»  |
| 2011      | Свіжий бит                    | The Fresh Beat Band                      | Емі                | Епізод: «Step It Up»          |
| 2011      | C.S.I.: Місце злочину         | CSI: Crime Scene Investigation           | Гвін Селігсон      | Епізод: «Brain Doe»           |
| 2011      | Красива каблучка              | The Bling Ring                           | Боссо              | Телевізійний фільм            |
| 2011      |                               | Glassy                                   |                    | Короткометражний фільм        |
| 2012      | Голлівудські пагорби          | Hollywood Heights                        | Наталі             | 2 епізоди                     |
| 2012      |                               | ¡Understudy!                             | Клара Клейн        | Короткометражний фільм        |
| 2013      | Балерини                      | Bunheads                                 | Козетта            | 7 епізодів                    |
| 2013      | Впотай від батьків            | The Secret Life of the American Teenager | Бейб               | Епізод: «Money for Nothin'»   |
| 2013      | Особливо тяжкі злочини        | Major Crimes                             | Гезер              | Епізод: «Jailbait»            |
| 2014      | Незграбна                     | Awkward                                  | Шейн               | Епізод: «Prison Breaks»       |
| 2014      | Провинність                   | Default                                  | Марсела            |                               |
| 2014      | Ти — втілення пороку          | You're the Worst                         | Дана               | Епізод: «Equally Dead Inside» |
| 2014      | Морська поліція: Лос-Анджелес | NCIS: Los Angeles                        | Богині Флорес      | Епізод: «The Grey Man»        |
| 2016      | Царі і пророки                | Of Kings and Prophets                    | Мерова             | Головна роль 9 епізодів       |
| 2016      |                               | El Empantanado (The Muddy)               | Гейлі              |                               |
| 2017      | Діви денного ефіру            | Daytime Divas                            | Нік                | 2 епізоди                     |
| 2017      |                               | The Archer                               | Ребекка            |                               |
| 2017      | Мислити як злочинець          | Criminal Minds                           | бариста Гелен      | Епізод: «To a Better Place»   |
| 2017—2018 | Анатомія пристрасті           | Grey's Anatomy                           | докторка Сем Белло | Періодична роль 12 эпизодов   |
| 2019      | Розуелл, Нью-Мексико          | Roswell, New Mexico                      | Ліз Ортехо         | Головна роль                  |